# Comité voor een Andere Politiek
Het Comité voor een Andere Politiek (CAP) (Frans: Comité pour une Autre Politique) was een Belgische linkse politieke beweging, opgericht eind 2005. De Franstalige zijde van de partij maakt sinds 2010 deel uit van het Front des Gauches, een radicaal-linkse eenheidslijst waar zes partijen en organisaties deel van uitmaken.

## Oprichting
Initiatiefnemers zijn de Belgische politici Jef Sleeckx (ex-sp.a-Kamerlid), Lode Van Outrive (ex-Europarlementariër voor sp.a) en ex-ABVV- en EVV-voorzitter Georges Debunne. Alle drie zijn ze reeds decennialang actief binnen de Belgische socialistische beweging.
Op 28 oktober 2006 vond een stichtingscongres plaats aan de Brusselse ULB. Diverse bestaande linkse groepen zoals LSP, de KP, en de SAP zegden daar hun steun toe aan het idee van een nieuwe brede linkse politieke formatie.

## Voorgeschiedenis
In 2005 voerden de drie initiatiefnemers gezamenlijk campagne voor een Vlaams referendum over het ontwerp voor een Europese Grondwet, waarbij via het ophalen van 15.000 handtekeningen een hoorzitting werd afgedwongen in het Vlaams Parlement. Jef Sleeckx sprak de bevoegde commissie toe. Dit verhielp de weigering niet: Europese aangelegenheden zijn een bevoegdheid van nationale overheden, in dit geval dus de Federale regering van België, wat het verdrag zelfs nog eens zou bevestigen.
Eind 2005 verzetten ze zich eveneens tegen het door de paarse regering doorgevoerde Generatiepact.
Op het moment dat de socialistische vakbond ABVV lijnrecht tegenover de sociaaldemocratische sp.a kwam te staan, pleitten zij voor het eerst voor een nieuwe linkse partij in België. Het Comité voor een Andere Politiek werd opgericht om deze in de toekomst vorm te geven. In deze wordt soms verwezen naar de Nederlandse SP van Jan Marijnissen en de Duitse WASG. Deze zetten zich af tegen sociaaldemocraten en groenen en hebben recent electorale successen geboekt.
Jef Sleeckx stelt dat het aanhouden van het veelbesproken cordon sanitaire voor de linkerzijde geen nut heeft, indien daartegenover geen wervend links programma staat, dat appelleert aan brede lagen van de bevolking. Vooral dan aan diegenen die momenteel zowel in Vlaanderen als Wallonië uit protest tegen sociaaleconomische achterstelling extreemrechts stemmen.

## Verkiezingsdeelname in 2007
Op een tweede congres, op 3 februari 2007, werd door een ruime meerderheid van de deelnemers beslist om naar de federale verkiezingen van 10 juni 2007 te trekken. Een voorstel van Groen! om CAP-kandidaten in blokformatie een plaats te geven op al haar lijsten werd afgewezen. Een veel aangehaalde reden bleek onduidelijkheid van de groene partij over een eventuele regeringsdeelname, en de breekpunten die daarbij voor de groenen van tel zouden worden.
CAP diende senaatslijsten in beide landsdelen en kamerlijsten in alle Nederlandstalige kiesomschrijvingen, Brussel-Halle-Vilvoorde, Henegouwen en Luik.
Op 14 april maakte CAP bekend dat de ex-sp.a'er, schepen in Houthalen-Helchteren en gedeputeerde in de Limburgse provincieraad Jules D'Oultremont, voor CAP de Kamerlijst zal trekken in de provincie Limburg. Er werd ook bekendgemaakt dat de benodigde handtekeningen ingezameld zijn voor een effectieve verkiezingsdeelname aan beide kanten van de taalgrens. Ook Tinny Mast, ex-PVDA en bekend van de Witte Marsen, kandideerde voor CAP.
CAP kwam op voor een ander tewerkstellingsbeleid, voor een veralgemeende 32-urenweek, voor geplafonneerde huurprijzen, voor de afschaffing van de btw op noodzakelijke basisproducten, voor het optrekken van de publieke financiering tot minstens 7% van het bbp voor onderwijs, voor een vermogensbelasting bij de 160.000 Belgische superrijken met meer dan 300.000 euro in de portefeuille en voor een beter leefmilieu.
Uiteindelijk haalde de partij bij zijn eerste verkiezingen voor de Kamer 0,4 % van de stemmen in Vlaanderen. Het beste resultaat werd behaald in de provincie Limburg, nl. 0,7 %, waar het resultaat in het kanton Peer (5,3 %) een uitschieter was. Voor de senaat werd 0,3 % van de stemmen behaald.
Op een congres van CAP op 17 december 2011 werd beslist om met CAP te stoppen als politieke partij.